# Океанський лайнер
Океанський лайнер, що літає — нереалізований проєкт турбореактивного вантажо-пасажирського гідролітаку надвисокої вантажопідйомності, запропонований Г. М. Берієвим в 1963 році.

## Доцільність
Практична доцільність створення такого гіганта пояснювалася його конструктором так: 
Середня вартість повітряних перевезень трансатлантичних лайнерів капіталістичних країн на один пасажирокілометр складала (у копійках або центах за курсом на момент проєктування):
- британських літаків «Віккерс Супер 10» (вантажопідйомність — 140 тонн, чотири двигуни) — 1,9 копійки (2,1 цента),
- французьких теплоходів класу «Франція» (тоннаж — 59 тис. тонн) — 3,2 копійки (3,55 цента), а для гідролітака, що проєктується, вона повинна була скласти 0,31 копійки (0,34 цента), що забезпечувало дуже суттєву економію та зниження витрат на авіаперевезення пасажирів та вантажів на далекі відстані. Крім того, враховуючи багаторазово збільшену пасажиромісткість, середня кількість пасажирів перевезених протягом шестиденного періоду (один виліт на добу) на один гідролітак становитиме 12 тисяч осіб, тоді як згаданий британський «Віккерс Супер 10» за аналогічної кількості польотів забезпечував перевезення лише 600 осіб. . Таким чином, один океанський лайнер Берієва, що літає, заміняв собою двадцять «віккерсів» або шість «францій».

Берієв був переконаний, що Радянський Союз мав достатню виробничо-технічну базу для будівництва спроєктованих ним гідролітаків вже в 1963 році, у той час як проблема створення аналогічних літаючих важковозів з посадкою на наземні аеродроми не могла бути вирішена ще досить довго (через позамежні навантаження на шасі літака та на покриття злітно-посадкової смуги). Крім того, конструктор виходив з міркувань комфорту населення, що проживало поблизу великих аеропортів і змушеного щодня слухати шум двигунів літаків, що злітають і приземляються, він вважав за необхідне знизити навантаження на наземні аеропорти , переключивши значну частину вантажо-пасажирських перевезень на морські порти, гідролітаків. По-перше, під літаки такого класу довелося перепроєктувати існуючі та будувати нові багатокілометрові ВПП для розбігу тисячотонної машини, по-друге, глибину заливки бетонного покриття ВПП довелося збільшувати на кілька метрів, і, по-третє, створювати нові високоміцні сорти бетону та допоміжних сполук. для забезпечення нормальної, безаварійної експлуатації ЗПС. Зліт і посадка на воду, що створює значний ефект, що амортизує при посадці літального апарата, знімала зазначені питання з порядку денного.

## Льотно-технічні характеристики
Океанський лайнер на думку конструктора повинен був мати наступні характеристики:
- Крейсерська швидкість — 900 км/год
- Двигуна установка — турбореактивна, вісім двигунів (по чотири на кожному крилі)
- Тяга на зльоті — 64000 кг
- Вантажопідйомність — до 1000 тонн вантажу; або
- Пасажиромісткість — до 2000 осіб з багажем
- Дальність польоту при максимальному завантаженні — до 8000 км.